# Piton Dugain
Pour les articles homonymes, voir Piton (homonymie) et Dugain.
Le piton Dugain est un sommet de montagne de l'île de La Réunion, département d'outre-mer français dans le sud-ouest de l'océan Indien. Culminant à 1 755 mètres d'altitude, il est situé dans la plaine des Cafres à l'est de la localité de Bourg-Murat. Ce faisant, il relève de la commune du Tampon.
Un oratoire occupe le sommet.

## Toponymie
Au XVIIIe siècle, Jean Dugain, chasseur d'esclaves en fuite, parcourut de nombreux territoires des Hauts jusqu'alors inexplorés et devint une référence en la matière pour les autorités insulaires, qui firent appel à lui pour des missions de reconnaissance. Un de ses fils, également prénommé Jean, faisait partie des indigènes qui guidèrent Jean-Baptiste Bory de Saint-Vincent durant son ascension du piton de la Fournaise en 1801.